# Хачатурян, Армен Мовсесович
Армен Мовсесович Хачатурян (арм. Արմեն Խաչատուրյան, 1 января 1962, Ереван, Армянская ССР) — военный прокурор Республики Армения с 17 января 2006 года.

## Образование
- 1983 — Окончил с отличием юридический факультет Ереванского государственного университета.

## Трудовая деятельность
- 1987—1990 — работал в юридическом отделе президиума Верховного совета АССР, сначала старшим референтом, потом старшим инструктором.
- 1990—1991 — начальник отдела правового обеспечения экономических реформ государственной комиссии по вопросам экономических реформ и приватизации правительства Армении
- 1991—1996 — начальник юридического отдела Администрации президента Армении
- 1996—2006 — заместитель генерального прокурора.
- 17 января 2006 года — указом президента назначен Военным прокурором, заместителем генерального прокурора.